# Duivenpan (keramiek)
Een duivenpan is een speciaal soort dakpan, waarin een invliegopening voor duiven is aangebracht.
De duivenpan is qua vorm vergelijkbaar met de ventilatiepan. In de tijd dat de pannen nog handmatig werden vervaardigd werd voor het aanbrengen van de opening een speciale houten vorm gebruikt.